# استان حضرموت
استان حَضرَموت (به عربی: محافظة حضرموت) یکی از استان‌های کشور یمن است.
اکثر جمعیت این استان سنی مذهب شافعی هستند.

## تقسیمات
- ناحیه الدریس
- ناحیه الضلیعه
- ناحیه العبر
- ناحیه اریاف المکلا
- مکلا
- ناحیه القف
- ناحیه القطن
- ناحیه عمد
- ناحیه الریده وقصیعر
- ناحیه السوم
- ناحیه الشحر
- ناحیه بروم میفع
- ناحیه دوعن
- ناحیه غیل باوزیر
- ناحیه غیل بن یمین
- ناحیه حجر الصعیر
- ناحیه حجر
- ناحیه حوره ووادی العین
- ناحیه حریضه
- ناحیه رخیه
- ناحیه رماه
- ناحیه ساه
- ناحیه سیئون
- ناحیه شبام
- ناحیه تریم
- ناحیه ثمود
- ناحیه یبعث
- ناحیه زمخ ومنوخ